# Hermann Carl Vogel
Hermann Carl Vogel (Leipzig, 3 de abril de 1841 – 13 de agosto de 1907) fue un astrónomo alemán, uno de los pioneros en el uso del espectroscopio en astronomía. Con este instrumento analizó la atmósfera de los planetas del Sistema Solar, siendo el primero en determinar el periodo de rotación del Sol usando el desplazamiento Doppler. Mediante la medición del periodo de los desplazamientos Doppler de las componentes de la estrella Algol, demostró la hipótesis del astrónomo aficionado John Goodricke, de que era una estrella binaria, convirtiéndose en la primera estrella binaria espectroscópica conocida.

## Biografía
Vogel nació en 1841 en Leipzig. Su padre fue director de la Bürgerschulen unificada y fundador de la Realschule en Leipzig. Sus hermanos fueron Eduard Vogel (1829-1856), explorador de África y astrónomo; Elise Polko (1823-1899), poeta y cantante y Julie Dohmke (1827-1913), escritora, editora y traductora. En 1862, Vogel comenzó sus estudios en la Polytechnikum de Dresde y en 1863 pasó a la Universidad de Leipzig. En Leipzig fue asistente de Karl Christian Bruhns y participó en las mediciones de estrellas binarias realizadas por Friedrich Wilhelm Rudolf Engelmann.
Obtuvo un doctorado en 1870 por la Universidad de Jena por su trabajo en nebulosas y cúmulos estelares. Ese mismo año se incorporó al Observatorio Bothkamp de Kammerherrn von Bülow, unos 20 km al sur de Kiel. Aquí emprendió sus primeros análisis espectrales sobre los cuerpos celestes. Wilhelm Oswald Lohse se convirtió en su asistente.
Vogel salió del observatorio en 1874 para trabajar como empleado del recién fundado Instituto Leibniz de Astrofísica de Potsdam (AOP), donde se ocupó de la planificación y puesta en marcha de los instrumentos del instituto. Para desempeñar este cometido realizó un viaje de estudio al Reino Unido en el verano de 1875.
Desde 1882 hasta 1907 Vogel fue director del AOP (también conocido como Observatorio de Potsdam), llevándolo en este período a ser el instituto líder mundial en astrofísica. Hermann Carl Vogel murió en Potsdam en 1907.

## Áreas de trabajo
Vogel fue pionero en el uso del espectrofotómetro en astronomía. Aplicó este instrumento para analizar químicamente las atmósferas planetarias y en 1871 fue el primero en establecer el período de rotación del Sol usando el efecto Doppler.
También es considerado el inventor de las mediciones fotográficas-espectroscópicas de la velocidad radial de las estrellas. Es posiblemente más conocido por un descubrimiento que hizo con este método. Vogel descubrió que los espectros de ciertas estrellas cambiaban ligeramente con el tiempo, avanzando hacia el rojo y luego hacia el azul. Su interpretación de este resultado fue que la estrella se movía acercándose y luego alejándose de la Tierra, y que los cambios espectrales acompañantes eran el resultado del efecto Doppler. Estas estrellas parecían estar orbitando alrededor de un centro de masa oculto, y por lo tanto eran sistemas de estrellas dobles. Sin embargo, en muchos casos la estrella compañera no pudo ser observada usando un telescopio, por lo que estos sistemas de estrellas dobles fueron designados estrellas binarias.
Al obtener desplazamientos Doppler periódicos en los componentes de Algol, Vogel probó, en 1889, que era una estrella binaria; así, Algol fue una de las primeras binarias espectroscópicas conocidas (y también es conocida por ser una estrella binaria). (Hoy en día se sabe que una tercera estrella gira alrededor de estas dos estrellas). En 1892 Vogel produjo datos fiables de 51 estrellas de este tipo.
También había hecho uso del efecto Doppler aquí en la Tierra. En 1875, demostró el efecto en el área acústica con un silbato de una locomotora alemana Borsig. En 1895 Hermann Carl Vogel obtuvo el reconocimiento Pour le Mérite y fue, entre otros, miembro de las siguientes sociedades científicas:
- Gesellschaft der Wissenschaften zu Göttingen
- Academia Prusiana de las Ciencias, Berlín
- Real Sociedad Astronómica, Londres

## Premios
- Premio Valz de la Academia de Ciencias de Francia (1890)[2]
- Medalla de oro de la Real Sociedad Astronómica (1893)
- Medalla Henry Draper de la Academia Nacional de Ciencias de Estados Unidos (1893)[3]
- Medalla Bruce (1906)[2]

## Eponimia
- El cráter lunar Vogel[4]
- El cráter Vogel en Marte.[5]
- El asteroide (11762) Vogel.[6]

## Lecturas relacionadas
- Frost, E. B. (1908). «Hermann Carl Vogel». The Astrophysical Journal 27: 1-11. Bibcode:1908ApJ....27....1F. doi:10.1086/141520.